# Outeiro (Montalegre)
Outeiro é uma povoação portuguesa sede da Freguesia de Outeiro do Município de Montalegre, freguesia com 51,58 km² de área e 143 habitantes (censo de 2021), tendo, por isso, uma densidade populacional de 2,8 hab./km².

## Demografia
A população registada nos censos foi:
| Distribuição da População por Grupos Etários | Distribuição da População por Grupos Etários | Distribuição da População por Grupos Etários | Distribuição da População por Grupos Etários | Distribuição da População por Grupos Etários |
| -------------------------------------------- | -------------------------------------------- | -------------------------------------------- | -------------------------------------------- | -------------------------------------------- |
| Ano                                          | 0-14 Anos                                    | 15-24 Anos                                   | 25-64 Anos                                   | > 65 Anos                                    |
| 2001                                         | 26                                           | 15                                           | 104                                          | 58                                           |
| 2011                                         | 8                                            | 21                                           | 68                                           | 59                                           |
| 2021                                         | 13                                           | 7                                            | 73                                           | 50                                           |

## Localidades
A freguesia é composta por quatro aldeias:
- Cela
- Outeiro
- Parada
- Sirvoselo

## Património
- Capela de Santo Ouvídio
- Igreja Matriz de Outeiro
- Capela em Parada